# Floronia zhejiangensis
Floronia zhejiangensis là một loài nhện trong họ Linyphiidae.
Loài này thuộc chi Floronia. Floronia zhejiangensis được Zhu, Jun Chen & Sha miêu tả năm 1987.